# Emmanuella Blaser
Emmanuella Blaser (geboren am 15. Januar 1945 in Genf) ist eine Schweizer Politikerin. Sie war Mitglied der Freisinnig-Demokratischen Partei (FDP) und später der Schweizerischen Volkspartei (SVP). Von 1995 bis 1999 war sie Mitglied des Nationalrats.
Emmanuella Blaser stammt aus Langnau im Emmental im Kanton Bern und ist kaufmännische Angestellte.
Sie ist Präsidentin des Roten Kreuzes von Haut-Léman.

## Politische Karriere
Emmanuella Blaser war Mitglied der Freisinnig-Demokratischen Partei (FDP) und wurde später Mitglied der Schweizerischen Volkspartei (SVP).
Von 1981 bis 1984 gehörte sie dem Gemeinderat von La Tour-de-Peilz im Kanton Waadt an. Anschliessend war sie von 1985 bis 1989 Mitglied der Stadtverwaltung. Im Jahr 1989 wurde sie gegen den Liberalen Marc-Etienne Heller zur Stadtpräsidentin gewählt. 1993 lehnte es die FDP ab, sie für eine weitere Legislaturperiode aufzustellen, nachdem sie die Kollegialität gebrochen hatte. Daraufhin gründete sie eine lokale politische Partei, die Renouveau centriste, und erreichte ihre Wiederwahl. Nach den vier Jahren wurde sie nicht wieder in die Stadtverwaltung gewählt.
1994 wurde sie sowohl von der Christlichdemokratischen Volkspartei als auch von der SVP kontaktiert, um bei den eidgenössischen Wahlen 1995 als Kandidatin anzutreten. Sie entschied sich für den Beitritt zur SVP, betonte jedoch ihre Differenzen mit der Partei in Bezug auf die Europäische Union und blieb Mitglied des Renouveau centriste auf lokaler Ebene. Ihre Wahl ist insbesondere auf die Existenz einer CVP-Sektion in La Tour-de-Peilz zurückzuführen, die gegen den Renouveau centriste eingestellt ist. Sie wurde am 22. Oktober 1995 gewählt und überholte den Spitzenkandidaten ihrer Partei, den ehemaligen Präsidenten des Grossen Rates Jean Fattebert. Von 1995 bis 1999 sass sie im Nationalrat. Damals war sie neben dem Nationalrat des Berner Juras, Walter Schmied, eines der beiden einzigen Westschweizer SVP-Mitglieder im Parlament. 1999 verzichtete sie darauf, für eine zweite Legislaturperiode zu kandidieren.